# Mikloš Legen
Mikloš Legen (mađarski Legén Miklós) bio je slovenski luteranski učitelj i kantor u 17. – 18. stoljeću u Slovenskoj okroglini u Ugarskoj. Živio i radio je u Martjancima.
1710. godine je potpisao martjansku pesmaricu, prvi pisni dokument prekomurskog jezika. Nekoliko pjesma je sam pisao.

## Viri
- Vilko Novak: Martjanska pesmarica, Založba ZRC. 1997. Ljubljana, ISBN 961-6182-27-7